# Lapsias tovarensis
Lapsias tovarensis là một loài nhện trong họ Salticidae.
Loài này thuộc chi Lapsias. Lapsias tovarensis được Eugène Simon miêu tả năm 1901.